# Embrayage
 (novembre 2013).
Si vous disposez d'ouvrages ou d'articles de référence ou si vous connaissez des sites web de qualité traitant du thème abordé ici, merci de compléter l'article en donnant les références utiles à sa vérifiabilité et en les liant à la section « Notes et références ».
L'embrayage est un mécanisme d'accouplement mécanique temporaire entre un arbre dit moteur et un autre dit récepteur.
Du fait de sa transmission par adhérence, il permet une mise en charge progressive de l'accouplement ce qui évite les à-coups qui pourraient provoquer la rupture d'éléments de transmission ou l'arrêt du moteur dans le cas d'une transmission avec un moteur à combustion interne.
L'embrayage est nécessaire sur les véhicules automobiles à moteurs à combustion interne qui doivent continuer à tourner même si le véhicule est à l'arrêt. Le désaccouplement facilite aussi le changement de rapport de vitesses. L'embrayage trouve donc sa place sur la chaîne de transmission, entre le moteur et la boîte de vitesses, où, de plus, le couple à transmettre est le moins élevé. Il est souvent fixé sur le volant moteur sur les voitures ou camions où le grand diamètre disponible permet d'utiliser un système monodisque ou bidisque. Il est plutôt en bout de vilebrequin sur les motos ou cyclos, en version multi-disque à bain d'huile (boîte manuelle) ou centrifuge à tambour (transmission automatique).
« Embrayage » désigne également la phase de fonctionnement où l'accouplement est établi ; il s'agit de l'opération inverse du « débrayage » pendant laquelle les arbres sont désolidarisés.
En fait « Embrayage » est une contraction de « Accouplement mécanique d'embrayage ».
On opposera les embrayages aux systèmes à crabotage qui assurent un accouplement par obstacle (crabots) et qui n'autorisent donc pas une mise en charge progressive, dans les moyeux de vélo par exemple.

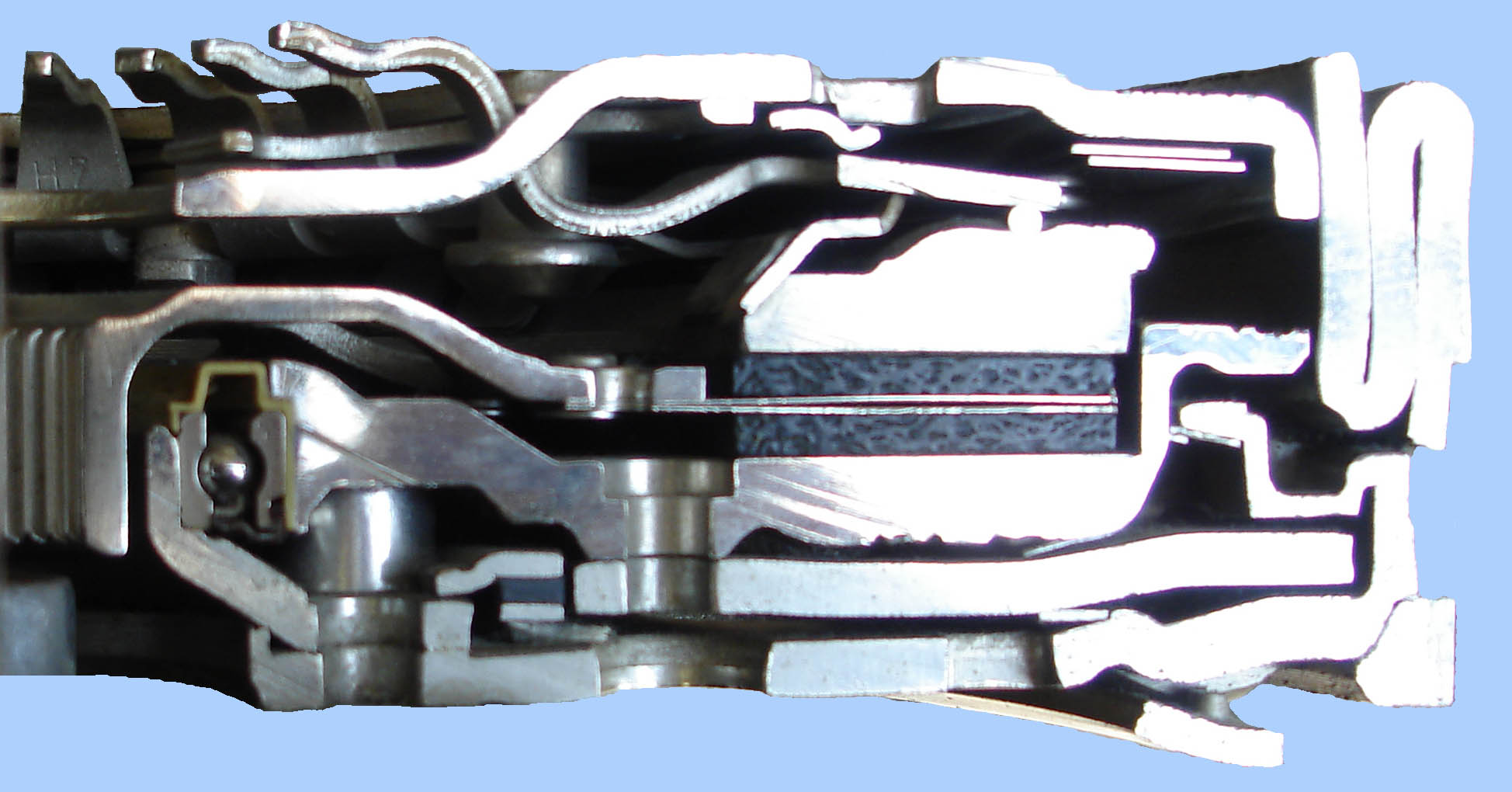
Demi-coupe d'un embrayage monodisque à diaphragme d'automobile.

## Les phases de fonctionnement d'un embrayage
On distingue trois phases de fonctionnement pour un dispositif d'embrayage.
- En position embrayée, il y a contact, il s'agit la phase d'adhérence : l'embrayage transmet intégralement la puissance fournie (la voiture roule, le moteur est lié à la boîte de vitesses). C'est le plus souvent la position stable du dispositif (absence d'action de commande).
- En position débrayée, il n'y a pas de contact : la transmission est interrompue. Roue folle, ou voiture arrêtée, le moteur peut continuer à tourner sans entraîner les roues. La situation est équivalente au point mort.
- Phase transitoire de glissement, il y a contact, il s'agit de la phase de glissement : la transmission de puissance est progressivement rétablie. Ce moment est appelé point de patinage (le mot patinage est synonyme de glissement, on devrait dire point de contact). Pendant cette phase, l'arbre d'entrée et de sortie ne tournent pas à la même vitesse ; il y a alors glissement entre les disques de friction, donc dissipation d'énergie, sous forme de chaleur. Cette phase est à limiter dans le temps, même si elle est inévitable et permet de solidariser graduellement le moteur et la boîte de vitesses. L'usure des disques a lieu pendant cette phase, souvent utilisée lors des démarrages en côte.

C'est la situation de glissement qui donne les conditions de dimensionnement de l'embrayage. Elle détermine le couple maximum transmissible. Au-delà, le glissement est systématique. La même configuration technologique est d'ailleurs adoptée sur les systèmes limiteurs de couple, qui vont donc patiner lorsque le couple sollicité devient trop important.
S'il est recommandé de débrayer le plus vivement possible, il faut en revanche embrayer progressivement afin d'éviter des chocs qui endommageraient tous les éléments de transmission : les pièces du dispositif d'embrayage lui-même, mais aussi les engrenages de la boîte et du différentiel, les paliers de ces derniers, les joints de cardan, et enfin les pneumatiques.

## Classification

Schéma d'un embrayage conique.

Les solutions technologiques retenues pour ce dispositif se distinguent suivant plusieurs critères :
- la géométrie de la surface de friction :
  - disques, le contact étant effectif suivant une couronne par face de disque,
  - tambour (dans le cas de certains embrayages centrifuges),
  - conique (abandonné aujourd'hui sauf quelques applications à faible puissance). Son intérêt réside dans le fait qu'il est autobloquant : l'assemblage conique reste coincé en l'absence d'effort presseur. Il faut agir pour débrayer ;

- selon le nombre de disques (quand il s'agit de disques) :
  - monodisque,
  - bidisque à sec à commande unique ou à commande séparée (double),
  - multidisque humide ou à sec.

On appelle « disque » ou « friction » l'élément généralement associé à l'arbre de sortie et pincé par deux éléments liés à l'arbre moteur. Il porte les garnitures de friction, et constitue de ce fait une pièce d'usure. Le disque de friction de l'embrayage peut résister plus de 100 000 kilomètres avant de nécessiter un remplacement. Bien qu'il soit conçu pour durer, sa longévité dépend de facteurs comme la qualité du matériel et les conditions de conduite. Le nombre de surfaces de contact est toujours pair ; ainsi les efforts presseurs n'induisent pas de contraintes dans la liaison entre le bâti et le système d'embrayage, et sont en fait repris par la cloche d'embrayage.
Le nombre de disques annoncé dans un embrayage est donc le nombre de disques pincés munis de garnitures. Des plateaux intermédiaires peuvent s'insérer entre les disques sur les modèles multidisques.
- Les surfaces de contact peuvent :
  - fonctionner à sec avec refroidissement par air ;
  - être lubrifiées et refroidies par bain d'huile.

- La commande peut être :
  - mécanique ;
  - hydraulique ;
  - électrique asservie électroniquement ;
  - centrifuge (dans ce cas la commande n'est pas directe mais induite par l'action sur l'accélérateur).

- Le sens de la commande peut être :
  - commande d'embrayage pour les dispositifs normalement débrayés (cas de petits engins tels tondeuses et motoculteur), ou des engins à embrayage centrifuge (cyclomoteur, modèles réduits radiocommandés) ;
  - commande de débrayage pour les dispositifs normalement en prise.

## Architecture

### Embrayage monodisque

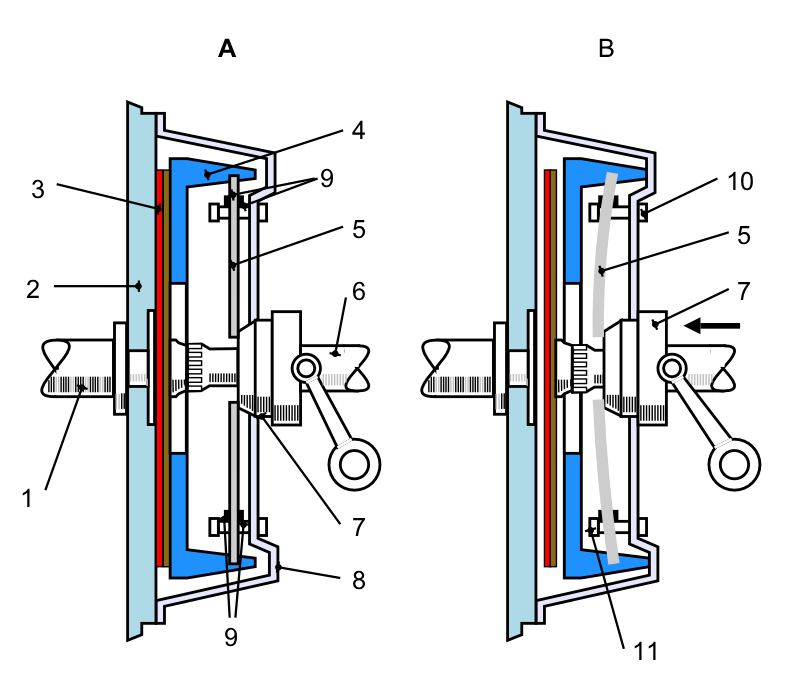
Coupe d'un embrayage monodisque à ressort diaphragme.

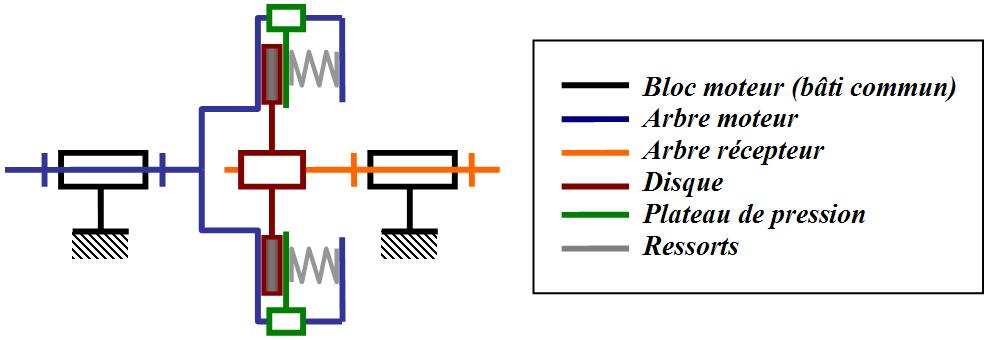
Embrayage monodisque.

Un embrayage comporte plusieurs pièces :
- le volant moteur 2, solidaire de l'arbre moteur 1 peut porter l'ensemble et constituer une des faces de friction du disque ;
- le disque d'embrayage 3 qui est solidarisé en rotation à l'arbre d'entrée (primaire) de la boîte de vitesses 6 par des cannelures ;
- le plateau de pression du mécanisme 4, assure l'adhérence du disque d'embrayage sur le volant moteur en position embrayée ;
- les ressorts du mécanisme (à diaphragme dans notre cas), 5 appuient sur le plateau de pression et peuvent être comprimés par la butée d'embrayage 7.

Lorsque la commande (hydraulique ou à câble) de débrayage est actionnée :
- la butée exerce une force sur les ressorts ou le ressort à diaphragme ;
- le plateau de pression s'écarte pour libérer la pression sur le disque de friction. Le mouvement est de moins en moins transmis, rendant indépendante la boîte de vitesses du moteur. Cela permet, par exemple, de rester à l'arrêt sans caler le moteur, ou de changer de vitesse.

La manœuvre inverse consiste à relâcher progressivement la commande de débrayage, pour rétablir la liaison moteur/boîte de vitesses. Cette manœuvre s'appelle « faire patiner l'embrayage ».

### Embrayage multidisque

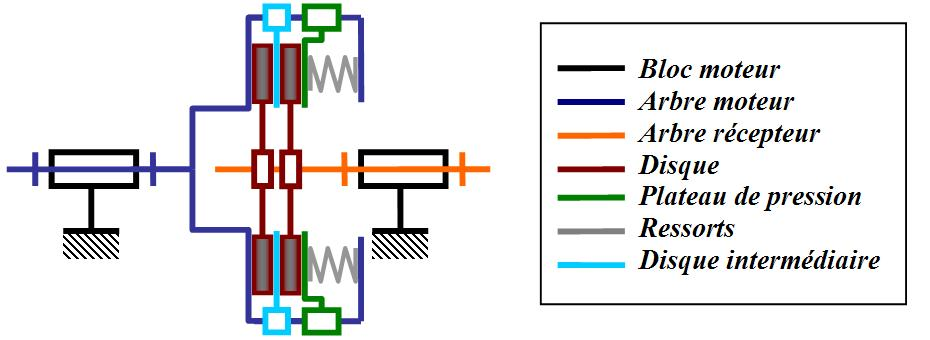
Embrayage bi-disques.

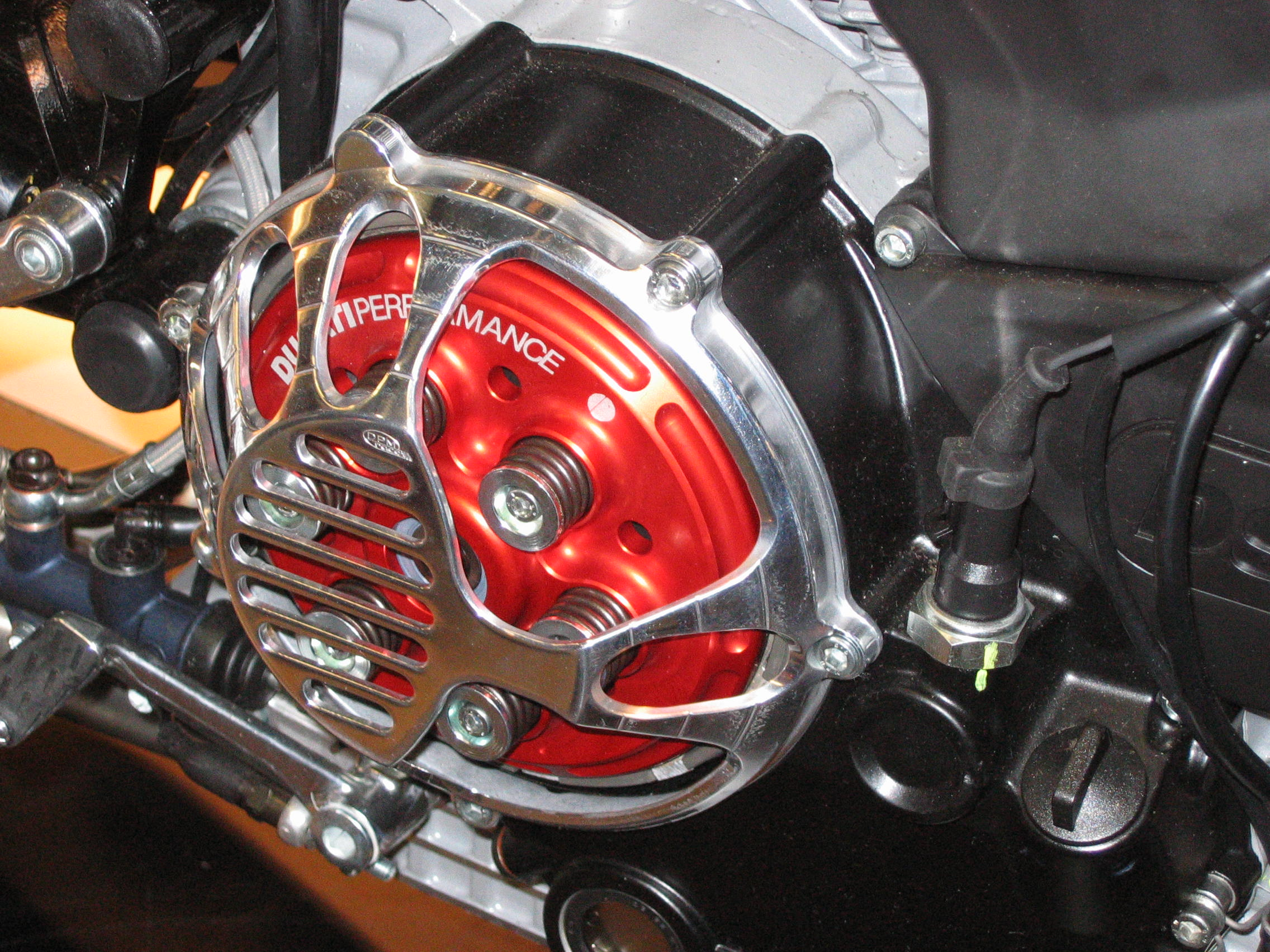
Un embrayage multidisque à sec sur une moto sportive. On voit nettement les ressorts.

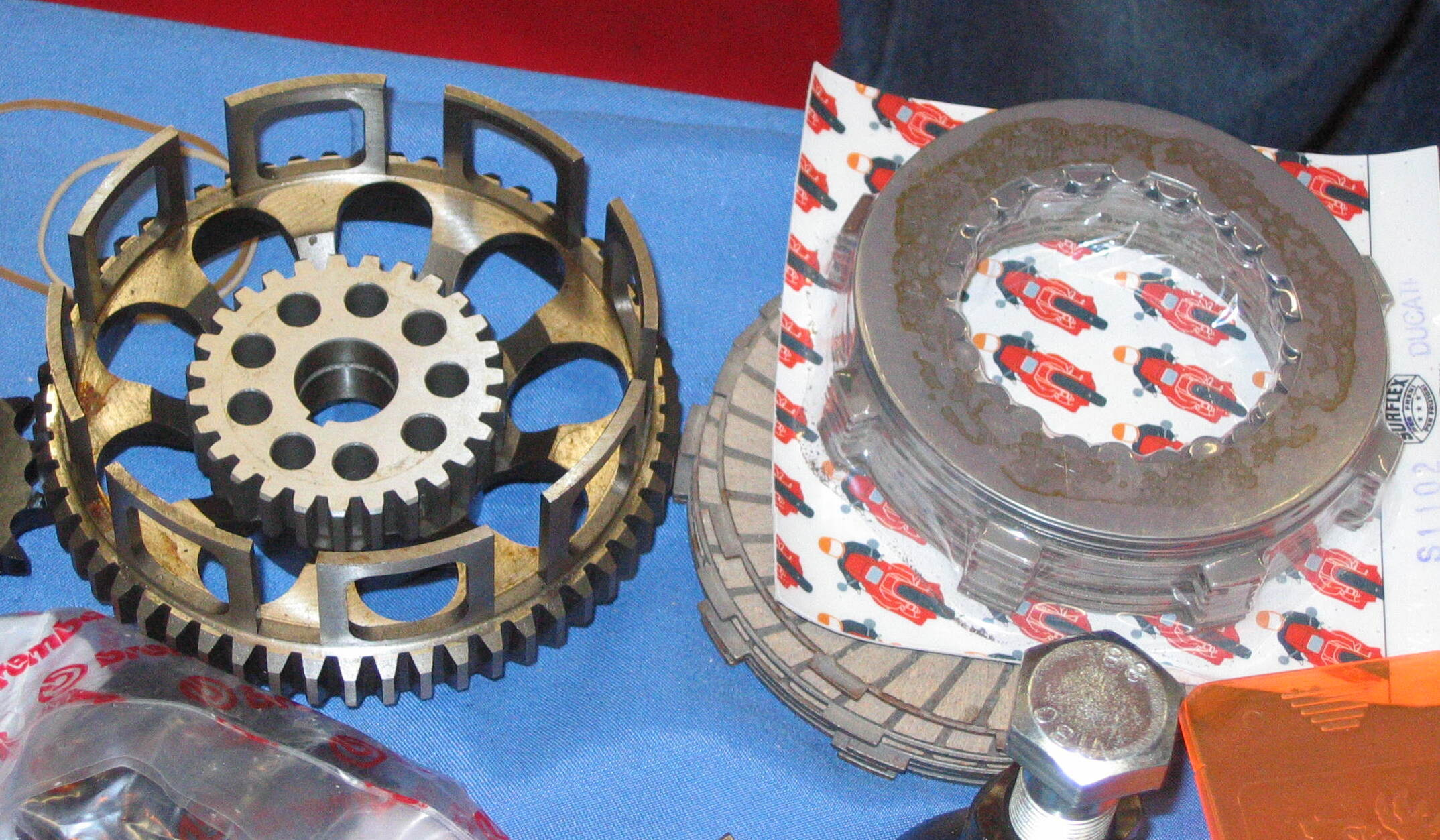
Les pièces d'un embrayage multidisque : à gauche, la cloche et la noix, à droite les disques

Les embrayages multidisques fonctionnent selon le même principe, sauf qu'on utilise un empilement de disques et de plateaux. Les disques ou disques garnis sont crantés (rainurés) sur leur pourtour, et liés en rotation à la cloche d'embrayage, les plateaux aussi appelés disques lisses sont cannelés à l'intérieur, et liés à la noix d'embrayage. Cet empilement est maintenu en pression par des ressorts. La poussée est donc, en théorie et aux frottements près, la même pour chaque disque et les plateaux intermédiaires permettent de répartir la transmission du couple sur de plus grandes surfaces. Les versions bidisques ou multidisques pour camions peuvent s'en passer, la multiplication des disques visant alors à répartir l'usure et prolonger la durée de vie du système.
Cette configuration est, pour un même couple transmissible, bien plus compacte radialement que celle à un seul disque. Elle est retenue sur les motocyclettes.

### Embrayage électrorhéologique
Les progrès récents dans l'électrorhéologie permettent de penser à une nouvelle génération d'embrayage, se basant sur la capacité de changement entre l'état solide et l'état liquide d'un fluide électrorhéologique. Ce type d'embrayage permet de connecter ou isoler le couple d'entrée et celui de sortie très facilement et rapidement.
Le principe de l'embrayage électrorhéologique est très simple. Quand un champ électrique est appliqué, le fluide électrorhéologique (ER) se solidifie et relie le disque d'entrée et le disque de sortie. Quand ce champ est enlevé, le fluide ER revient à l'état normal (fluide). Le disque de sortie est donc isolé presque instantanément du disque d'entrée.
Ce type d'embrayage a été fabriqué et testé en laboratoire[réf. nécessaire]. Pourtant, les limites actuelles des fluides électrorhéologiques (contrainte seuil encore faible et stabilité non assurée) empêchent toujours sa commercialisation.

### Embrayage centrifuge
Dans ces dispositifs, l'embrayage est commandé par la vitesse de rotation de l'arbre moteur : lorsque celui-ci atteint une certaine vitesse, sous l'effet de la force centrifuge, des éléments (billes, ailettes) ont tendance à s'éloigner de l'axe de rotation et à frotter sur le disque secondaire, ce qui assure l'embrayement.
Ce genre d'embrayage est couramment utilisé sur les cyclomoteurs ou de petits outils portatifs comme la tronçonneuse mais aussi sur certaines Citroën 2CV.
Le ralentissement de la rotation du moteur a pour effet de désolidariser le moteur de l’arbre secondaire, ce qui réduit fortement le « frein moteur ».

### Embrayage électromagnétique
Utilisé sur les compresseurs de climatisation, les lames de tondeuses, ventilateurs ou divers dispositifs d'asservissement en mécanique générale (machines-outils, imprimantes), l'embrayage électromagnétique utilise une bobine généralement concentrique à l'axe pour mettre en contact les surfaces de frottement. La commande en « tout ou rien » ne le destine généralement pas aux démarrages progressifs mais l'actionneur est intégré, et le dispositif compact est peu coûteux.

## Dimensionnement
La démonstration est faite pour un embrayage plan monodisque. Elle n'est plus valable pour les embrayages coniques ou centrifuges.
Le couple transmissible par un embrayage dépend du matériau constituant les garnitures, du nombre et des dimensions des surfaces de frottement entre disques ainsi que de la force exercée par les ressorts.
En général, on écrit : {\displaystyle C=n\ f\ N\ R_{eq}}

avec :
- {\displaystyle n\ } le nombre (pair ou impair) de surfaces de friction
- {\displaystyle f\ } le coefficient de frottement entre ces surfaces
- {\displaystyle N\ } l'effort de serrage, supposé uniformément réparti
- {\displaystyle R_{eq}={\frac {2}{3}}.{\frac {(R_{e}^{3}-R_{i}^{3})}{(R_{e}^{2}-R_{i}^{2})}}}
- {\displaystyle R_{e}\ } et {\displaystyle R_{i}\ } les rayons extérieurs et intérieurs des surfaces de la couronne

Les performances, notamment le coefficient de frottement, restent liées à la température. Celle-ci s'élève rapidement lorsque les disques patinent. L'ensemble doit donc pouvoir être refroidi.
Les matériaux constituant les garnitures sont des produits composites souvent à base métallique ou céramique.

## Cas particulier de la boîte automatique
Pour les boites de vitesses automatiques, les dispositifs suivants sont utilisés comme embrayage :
Convertisseur de coupleIl n'y a pas d'embrayage à disques avec une boîte de vitesses automatique utilisant un convertisseur de couple. En effet, la manœuvre automatisée d'un embrayage classique étant assez délicate, ce dispositif s'apparente à un « embrayage centrifuge », l'état de l'accouplement ne dépendant que de la vitesse relative des arbres primaire et secondaire. Les passages de vitesse avec une boîte automatique étant eux-mêmes obtenus par actions sur des embrayages internes à la boîte, le convertisseur de couple induit un glissement variable, mais aussi une augmentation substantielle du couple disponible au niveau de la transmission secondaire lorsque la vitesse entre l'arbre d'entrée et celui de sortie est importante.
Double embrayageDans le cas d'une boite de vitesses à double embrayage, chaque groupe de vitesses dispose de son propre embrayage, l'un pour les vitesses paires et l’autre pour les vitesses impaires. Le passage de vitesse s'effectue sur l'un ou l'autre de ces embrayages selon que la vitesse augmente ou diminue. Le passage de vitesse s'effectuant de manière quasi synchrone, la taille des embrayages peut être fortement réduite par rapport à une boite de vitesses manuelle. Par ailleurs, ce dispositif évite l'impression que le moteur « tourne dans le vide » comme cela se produit avec le système à convertisseur de couple lors d'une forte accélération.
Boîte de vitesses robotiséeLes boîtes de vitesses manuelles sont de plus en plus souvent robotisées, ce qui implique que l'embrayage est lui aussi piloté par l'électronique du calculateur de la voiture, par un actionneur électrique ou électrohydraulique qui agit sur la butée.

## Transmissions hydrostatiques
Les engins munis d'une transmission hydrostatique n'ont pas besoin d'embrayage. En effet, c'est grâce à la variation de cylindrée de la pompe centrale ou des moteurs récepteurs qu'on contrôle la puissance délivrée, par exemple aux roues d'un engin de chantier ou d'un char.